# Grith Ejstrup
Grith Ejstrup (Nielsen-, -Hvas; født 5 juli 1953 i København) er en dansk atlet og tidligere dansk rekordholder i højdespring. 
Ejstrup var medlem af AGF (-1970) Skovbakken (1971-1980), Glostrup IC (1981-) og har som veteran stillet op for Hellas Roskilde og vundet flere danske og internationale veteranmesterskabsmedaljer i højdespring og stangspring (der ikke var på programmet da hun var bedst). Hun vandt tolv danske mesterskaber i højdespring deraf seks indendørs og seks ude. Ejstrups bedste resultat, der også i en periode var dansk rekord, er 1,85 som hun sprang som 19-årig ved de danske mesterskaber 1972. Et resultat hun tangerede ved de danske mesterskaber tre år senere. Hun nåede en 12. plads i OL-finalen 1972 i München og deltog i flere Europamesterskaber. Hun blev udnævnt til Årets idrætsudøver i Århus i 1974.
Ejstrup er uddannet lærer og har i mange år arbejdet på Pilehaveskolen i Vallensbæk.
Grith Ejstrups mor Birthe Nielsen deltog i ved OL 1948 i London, hvor hun blev nummer fem med det danske stafethold på 4 x 100 meter.

## Internationale mesterskaber
- 1978 EM Højdespring 1,80
- 1974 EM Højdespring 1,75
- 1974 EM-inde Højdespring nummer 8 1,80
- 1973 EM-inde Højdespring nummer 15 1,76
- 1972 OL Højdespring nummer 12 1.82
- 1972 EM-inde Højdespring nummer 5 1,80
- 1971 EM-inde Højdespring nummer 14 1,65

### Internationale ungdomsmesterskaber
- 1970 JEM Højdespring nummer 6 1,67

## Danske mesterskaber
- Sølv 1981 Højdespring 1,74
- Sølv 1980 Højdespring 1,74
- Guld 1980 Højdespring-inde 1,74
- Sølv 1979 Højdespring 1,80
- Guld 1978 Højdespring 1,80
- Guld 1978 Højdespring-inde 1,78
- Guld 1977 Højdespring 1,78
- Sølv 1976 Højdespring 1,81
- Guld 1975 Højdespring 1,85
- Guld 1974 Højdespring 1,78
- Guld 1974 Højdespring-inde 1,75
- Guld 1973 Højdespring 1,74
- Guld 1973 Højdespring-inde 1,81
- Guld 1972 Højdespring 1,85
- Guld 1972 Højdespring-inde 1,76
- Sølv 1971 Højdespring 1,75
- Guld 1971 Højdespring-inde 1,78
- Sølv 1970 Højdespring 1,66
- Bronze 1969 Højdespring 1,58
- Bronze 1968 Højdespring 1,55

## Danske rekorder

### U23-rekorder
- Højdespring 1,85  9. august 1975
- Højdespring 1,85  12. august 1972
- Højdespring-inde 1,84 Malente 11. februar 1973

### U19 Juniorrekorder
- Højdespring 1,85  12. august 1972
- Højdespring-inde 1,78  Ollerup 27. februar 1971

### U18 rekorder inde
- Højdespring 1,78  Ollerup 27. februar 1971